# Медущенко-Кривенко Олена Володимирівна
 Оле́на Володи́мирівна Меду́щенко-Криве́нко  (нар. 1927, м. Київ — пом. 2019, м. Київ) — українська письменниця-перекладач, член Національної спілки письменників України (1978).

## Біографія
Народилася 11 вересня 1927 року в м. Києві в родині службовця. Учасниця Другої світової війни. Закінчила філологічний факультет Київського державного університету ім. Т. Шевченка (1951). Працювала редактором у Держлітвидаві України (1952–54), перекладачем редакції літературно-драматичного мовлення Українського радіо (1955–69), в редакції журналу «Всесвіт» (1970–72). Померла 31 серпня 2019 року в Києві.

## Літературна діяльність
Перекладачка.

Перекладала прозові твори переважно польських письменників Я. Івашкевича, Ю. Кавальця, Е. Ожешко, Г. Ожоговської, А. Мінковського, Б. Пруса, А. Багдая, В. Жуковського, Я. Грабовського, М. Домбровської, М. Кунцевич, з російської мови — «Дядечків сон» Ф. Достоєвського, В. Біанкі та ін.

## Відзнаки
Заслужений діяч культури Польщі.